# Jeremy Kahn
Jeremy Adam Kahn (26 de outubro de 1969) é um matemático estadunidense. Trabalha com geometria hiperbólica, superfícies de Riemann e dinâmica complexa.
Recebeu o Clay Research Award de 2012, juntamente com Vladimir Markovic, por suas pesquisas sobre geometria hiperbólica e por sua prova da conjectura de Ehrenpreis.
Foi palestrante convidado do Congresso Internacional de Matemáticos em Seul (2014: The Surface Subgroup and the Ehrenpreis Conjectures).

## Publicações selecionadas
- com Vladimir Markovic: «Immersing almost geodesic surfaces in a closed hyperbolic three manifold». Annals of Mathematics. 2. 175 (3): 1127–1190. 2012. MR 2912704. doi:10.4007/annals.2012.175.4
- com Artur Avila, Mikhail Lyubich e Weixiao Shen: «Combinatorial rigidity for unicritical polynomials». Annals of Mathematics. 2. 170 (2): 783–797. 2009. JSTOR 25662159. MR 2552107. arXiv:math/0507240. doi:10.4007/annals.2009.170.783